# IC 4678
IC 4678 ist ein Emissionsnebel, welcher sich im Sternbild Schütze befindet. Das Objekt wurde im August 1905 von Edward Emerson Barnard entdeckt.